# Odir Jacques
Odir Jacques Ferreira (Río de Janeiro, Brasil, 2 de abril de 1946) es un exfutbolista, y entrenador brasileño naturalizado costarricense.  En sus años en El Salvador anotó un total de 126 goles, y actualmente está siendo considerado como uno de los mayores goleadores de todos los tiempos en ese país. Como director técnico Odir Jacques ha revertido dos rachas adversas en el Club Sport Herediano de Costa Rica, llevando al título luego de 16 años de sequía en 1978, posteriormente volvería en el 2012 a celebrar el campeonato bajo la crisis financiera y de títulos en el club, que ya rondaba los 19 años.
Odir Jacques es el director técnico del Club Sport Herediano que más campeonatos nacionales ha ganado con 5 títulos.

## Clubes

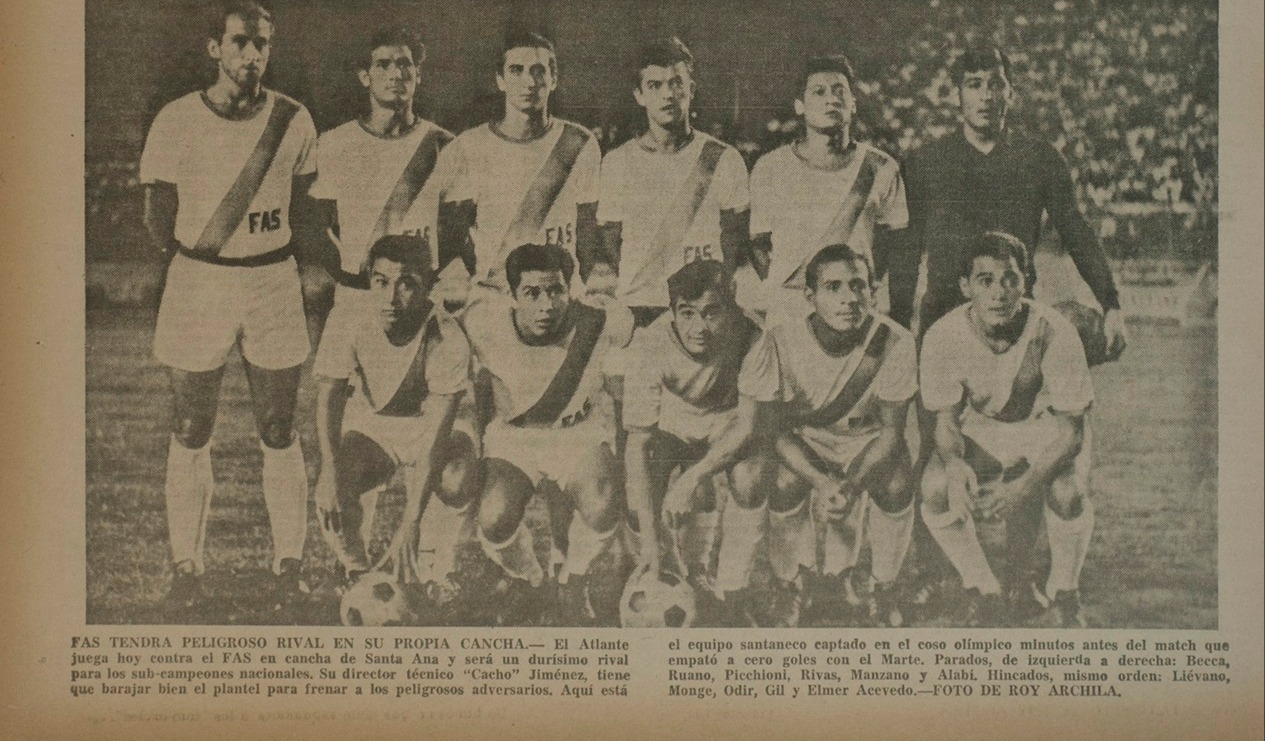
Odir Jacques, cuando militaba en el CD. FAS de El Salvador

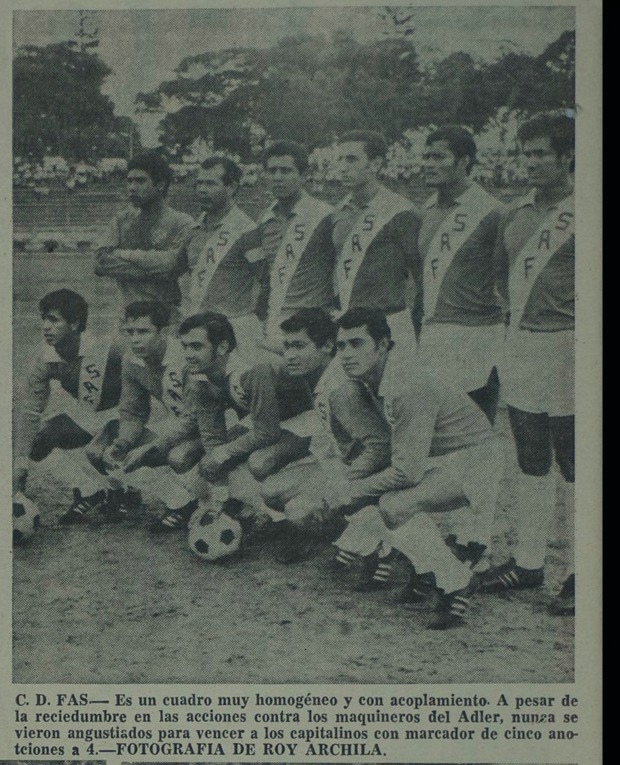
Odir Jacques, cuando militaba en el CD. FAS de El Salvador

| Club               | País        | Año         |
| ------------------ | ----------- | ----------- |
| Bangu              | Brasil      | 1966        |
| FAS                | El Salvador | 1967        |
| Sonsonate          | El Salvador | 1968        |
| Alianza            | El Salvador | 1968-1969   |
| FAS                | El Salvador | 1970        |
| Atlético Marte     | El Salvador | 1970        |
| Deportivo Saprissa | Costa Rica  | 1971 - 1974 |
| L.D Alajuelense    | Costa Rica  | 1974 - 1975 |
| Deportivo Saprissa | Costa Rica  | 1975 - 1976 |
| C.S Herediano      | Costa Rica  | 1976 - 1979 |
| A.D Limonense      | Costa Rica  | 1980        |

### Como entrenador
| Club                    | País        | Año         |
| ----------------------- | ----------- | ----------- |
| C.S Herediano           | Costa Rica  | 1978        |
| C.S Herediano           | Costa Rica  | 1981        |
| C.S Herediano           | Costa Rica  | 1983        |
| L.D Alajuelense         | Costa Rica  | 1983        |
| C.S Herediano           | Costa Rica  | 1985        |
| Selección de Costa Rica | Costa Rica  | 1985        |
| Deportivo Saprissa      | Costa Rica  | 1991        |
| Deportivo Saprissa      | Costa Rica  | 1992 - 1993 |
| C.D FAS                 | El Salvador | 2000        |
| Herediano               | Costa Rica  | 2001        |
| Alianza                 | El Salvador | 2006        |
| Municipal Liberia       | Costa Rica  | 2008        |
| C.S Herediano           | Costa Rica  | 2012        |
| C.S Cartaginés          | Costa Rica  | 2012        |
| Pérez Zeledón           | Costa Rica  | 2013        |
| C.A Capibaribe          | Brasil      | 2014        |
| C.S Herediano           | Costa Rica  | 2015 - 2016 |

## Palmarés

### Como jugador

#### Títulos nacionales
| Título                          | Club                          | País        | Año  |
| ------------------------------- | ----------------------------- | ----------- | ---- |
| Primera División de El Salvador | Club Deportivo Atlético Marte | El Salvador | 1970 |
| Primera División de Costa Rica  | Deportivo Saprissa            | Costa Rica  | 1972 |
| Torneo de Copa de Costa Rica    | Deportivo Saprissa            | Costa Rica  | 1972 |
| Primera División de Costa Rica  | Deportivo Saprissa            | Costa Rica  | 1973 |
| Torneo de Copa de Costa Rica    | Liga Deportiva Alajuelense    | Costa Rica  | 1974 |
| Primera División de Costa Rica  | Deportivo Saprissa            | Costa Rica  | 1975 |
| Primera División de Costa Rica  | Club Sport Herediano          | Costa Rica  | 1978 |

### Títulos internacionales
| Título                           | Equipo             | Sede          | Año  |
| -------------------------------- | ------------------ | ------------- | ---- |
| Copa Fraternidad Centroamericana | Deportivo Saprissa | Centroamérica | 1972 |
| Copa Fraternidad Centroamericana | Deportivo Saprissa | Centroamérica | 1973 |

### Como entrenador

#### Títulos nacionales
| Título                         | Club            | País       | Año  |
| ------------------------------ | --------------- | ---------- | ---- |
| Primera División de Costa Rica | C.S Herediano   | Costa Rica | 1978 |
| Primera División de Costa Rica | C.S Herediano   | Costa Rica | 1981 |
| Primera División de Costa Rica | L.D Alajuelense | Costa Rica | 1983 |
| Primera División de Costa Rica | C.S Herediano   | Costa Rica | 1985 |
| Primera División de Costa Rica | C.S Herediano   | Costa Rica | 2012 |
| Primera División de Costa Rica | C.S Herediano   | Costa Rica | 2015 |

### Distinciones individuales
| Distinción                  | Club             | País                     | Año       |
| --------------------------- | ---------------- | ------------------------ | --------- |
| Goleador (18) Goleador (30) | Saprissa Alianza | Costa Rica · El Salvador | 1972 1968 |